# Matt Roy
Matthew Spencer „Matt” Roy (ur. 16 kwietnia 1959 w Nowym Jorku) – amerykański bobsleista, dwukrotny zdobywca Pucharu Świata.

## Kariera
Pierwsze sukcesy w karierze Matt Roy osiągnął w sezonie 1985/1986, kiedy zajął drugie miejsce w klasyfikacji dwójek i trzecie w kombinacji Pucharu Świata. Najlepsze wyniki osiągnął jednak w sezonie 1986/1987, kiedy był najlepszy w czwórkach i kombinacji, a w dwójkach był drugi, za Antonem Fischerem z RFN. W 1988 roku wystartował na igrzyskach olimpijskich w Calgary, zajmując szesnaste miejsce w dwójkach i czwórkach.